# Eggoni Pushpalalitha
Eggoni Pushpalalitha (ur. 1956) – indyjska duchowna anglikańska, biskup diecezji Nandyal w stanie Andhra Pradesh Anglikańskiego Kościoła Południowych Indii.
Jest pierwszym biskupem kobietą Anglikańskiego Kościoła Południowych Indii, oraz drugą kobietą biskupem w historii Indii po ks. Aliveli Kadakshamma, z kościoła ewangelicko-luterańskiego. Została wybrana podczas synodu Kościoła – 25 września 2013 r. Konsekracja odbyła się 30 września tego samego roku. 
Eggoni Pushpalalitha jest z wykształcenia teologiem i ekonomistą. Ukończyła Andhra Christian Theological College. Została ordynowana na pastora w 1984 roku. Pełniła posługę duszpasterską w wielu wioskach w południowych Indiach.